# Psephellus bellus
Psephellus bellus là một loài thực vật có hoa trong họ Cúc. Loài này được (Trautv.) Wagenitz mô tả khoa học đầu tiên năm 2000.